# Danser encore

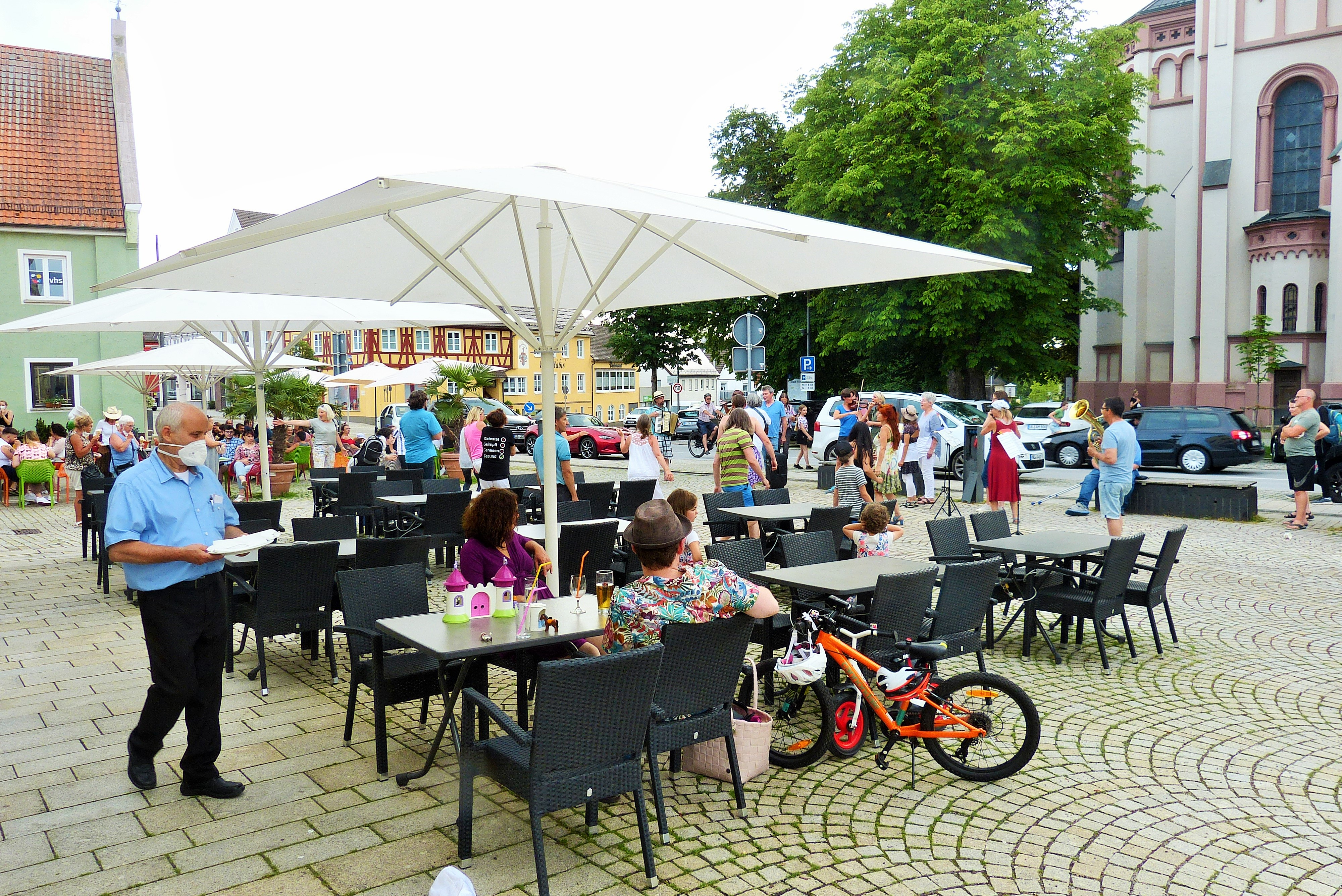
Danser encore in Weißenhorn (2021)

Danser encore ist ein Lied des französischen Künstlers HK aus dem Jahr 2020. Bekanntheit erlangte es durch Flashmob-Aktionen im Frühjahr 2021 während der Corona-Pandemie.

## Flashmob-Aktionen
Mit dem Lied „Danser encore“ lud HK im Frühjahr 2021 gemeinsam mit anderen Musikern und Künstlern in mehreren französischen Städten zum Tanzen auf die Straße ein. Dabei wurden Menschen in Flashmob-Aktionen zum Mittanzen und Mitsingen ermutigt. In einem Interview mit der Huffington Post sprach HK über seine Frustration darüber, dass während der Corona-Pandemie für das Arbeiten und Konsumieren jegliche Freiheiten eingeräumt wurden, nicht aber für Kultur und Lebensfreude.
Innerhalb weniger Wochen wurde die Aktion in verschiedenen europäischen Ländern aufgegriffen. Mittlerweile kursieren eine Vielzahl an Versionen und Übersetzungen des Liedes, beispielsweise in Deutsch, Spanisch, Italienisch und Niederländisch.